# Ordine al merito della Nuova Zelanda
L'Ordine al Merito della Nuova Zelanda (ingl. New Zealand Order of Merit) è un ordine cavalleresco neozelandese istituito nel 1996 «per riconoscere l'opera di tutti coloro che in qualsiasi campo del vivere abbiano dato prestigio alla Corona e alla nazione, o che si siano distinti per autorevolezza, talento, contributi o altri meriti». Esso è suddiviso in cinque classi, sul modello dell'Ordine dell'Impero Britannico, al quale esso si ispira.
Il capo dell'Ordine è il sovrano del Regno Unito (attualmente il re Carlo III), il quale è anche Capo di Stato della Nuova Zelanda. Il cancelliere dell'Ordine è il Governatore Generale della Nuova Zelanda, che è il rappresentante del sovrano.

## Storia
L'Ordine fu creato per permettere al Governo neozelandese di decorare di propria iniziativa i propri cittadini meritevoli di pubblica menzione, o anche gli stranieri che si ritenga abbiano dato prestigio al Paese, e per porre fine alla consuetudine di segnalare al sovrano del Regno Unito i cittadini della Nuova Zelanda che, in segno di distinzione, fossero ritenuti meritevoli di un'onorificenza del Regno Unito, tipicamente l'Ordine dell'Impero Britannico. Nel 1996 la regina Elisabetta concesse formale assenso alla creazione dell'Ordine, al quale comunque fu messa a capo in quanto Capo di Stato dei Paesi del Commonwealth Britannico, di cui anche la Nuova Zelanda è parte.
Dopo la riforma delle classi operata nel 2001, tutti coloro che avevano diritto al titolo di Sir o Dame mantennero il privilegio.
È comunque fatta salva la prerogativa del sovrano del Regno Unito di conferire a qualsiasi cittadino neozelandese qualsivoglia classe di onorificenza dell'Ordine dell'Impero Britannico, ivi compreso quindi il cavalierato e il relativo privilegio del titolo di Sir o Dame.

## Classi
L'ordine dispone delle seguenti classi di benemerenza che danno diritto a dei post nominali qui indicati tra parentesi:
- Cavaliere Gran Compagno (GNZM) - massimo 30 insigniti
- Cavaliere Compagno (KNZM O DNZM) - massimo 15 insigniti annui
- Compagno (CNZM) - massimo 40 insigniti annui
- Ufficiale (ONZM) - massimo 80 insigniti annui
- Membro (MNZM) - massimo 140 insigniti annui

Le due classi più elevate erano originariamente note come Knight (o Dame) Grand Companion e Knight (o Dame) Companion e davano l'accesso al Cavalierato e il titolo di Sir per gli uomini o Dame per le donne, prima della revisione operata nel 2001.
Il motto dell'Ordine è "Per il Merito" (ingl. For Merit, māori Tohu Hiranga).

## Idoneità al conferimento e quote massime per classe
L'articolo 6 dello Statuto dell'Ordine prevede che, fatti salvi i requisiti di merito citati in epigrafe, la persona candidata per l'onorificenza come membro effettivo sia cittadino della Nuova Zelanda o del Commonwealth. Secondo l'articolo 7, chi non risponde a detti criteri di cittadinanza può ricevere l'affiliazione onoraria a qualsiasi delle cinque classi dell'Ordine; tuttavia, come specifica il successivo articolo 8, se un membro onorario nel frattempo acquisisce la cittadinanza neozelandese o di altro Paese del Commonwealth, può essere idoneo a divenire membro aggiunto dell'Ordine.
L'articolo 9 prevede un limite di quota di membri effettivi per ogni classe, sia assoluto che annuo.

## Insegne
- Il collare: indossato solo dal sovrano e dal cancelliere, esso sostiene l'emblema della Nuova Zelanda; appeso all'emblema, il distintivo dell'Ordine.
- La stella: a 8 punte, ognuna delle quali è sagomata come un ramo di felce. Al centro della stella spicca il distintivo.
- Il distintivo: per i tre gradi della Compagnia è una croce bianco-dorata smaltata. I bracci della croce sono più larghi alle estremità e al centro si trova l'emblema della Nuova Zelanda inscritto in un cerchio verde smaltato, sovrastato dal motto dell'Ordine. Per i due gradi più bassi il distintivo è sostanzialmente lo stesso, ma non esiste la tricromia, essendo il tutto argenteo (argento o simil-argento). A seconda della classe il distintivo viene indossato su una sciarpa passante dalla spalla destra al fianco sinistro (Membri principali della Compagnia), oppure appeso al collo se uomini o sulla spalla sinistra se donne (gli altri due gradi della Compagnia); appeso a un nastro ocra e indossato sopra al taschino sinistro se uomini, o sulla spalla sinistra se donne, nel caso delle due onorificenze di rango più basso.
- Il nastro e la sciarpa, lisci e di color ocra rosso.

## Grand Companions e titolari di cariche
- Sovrano: The King[2]
- Cancelliere e cavaliere Principal Grand Companion: Il Governor-General[3]
- Cavalieri e Dame Grand Companion:

| Numero membro        | Nome                                                | Post-nominale      | Conosciuto per                                      | Data nomina    | Età attuale |
| -------------------- | --------------------------------------------------- | ------------------ | --------------------------------------------------- | -------------- | ----------- |
| 1                    | The Rt. Hon. Sir William Francis Birch              | GNZM JP            | 38° Ministro delle Finanze                          | 1999           | 82          |
| 2                    | The Rt. Hon. Dame Sian Seerpoohi Elias              | GNZM QC            | 12º Presidente della Corte Suprema di Nuova Zelanda | 1999           | 67          |
| 3                    | Prof. Sir Lloyd George Geering                      | ONZ GNZM CBE       | Teologo                                             | 2000           | 98          |
| 4                    | Sir Patrick Ledger Goodman                          | GNZM CBE           | Businessman, collezionista e filantropo             | 2002           | 86          |
| 5                    | Dame Malvina Lorraine Major                         | ONZ GNZM DBE       | Cantante di opera                                   | 2007           | 73          |
| 6                    | Sir Ralph Herberley "Ngātata" Love                  | GNZM QSO JP        | leader Māori                                        | 2008           | 79          |
| 7                    | Sir Raymond John "Ray" Avery                        | GNZM               | scienziato farmaceutica                             | 2010           | 69          |
| 8                    | Sir Murray Frederick Brennan                        | GNZM               | Chirurgo, ricercatore sul cancro e Academic Medical | 2015           | 76          |
| 9                    | Vacant                                              |                    |                                                     |                |             |
| 10                   | Vacant                                              |                    |                                                     |                |             |
| 11                   | Vacant                                              |                    |                                                     |                |             |
| 12                   | Vacant                                              |                    |                                                     |                |             |
| 13                   | Vacant                                              |                    |                                                     |                |             |
| 14                   | Vacant                                              |                    |                                                     |                |             |
| 15                   | Vacant                                              |                    |                                                     |                |             |
| 16                   | Vacant                                              |                    |                                                     |                |             |
| 17                   | Vacant                                              |                    |                                                     |                |             |
| 18                   | Vacant                                              |                    |                                                     |                |             |
| 19                   | Vacant                                              |                    |                                                     |                |             |
| 20                   | Vacant                                              |                    |                                                     |                |             |
| 21                   | Vacant                                              |                    |                                                     |                |             |
| 22                   | Vacant                                              |                    |                                                     |                |             |
| 23                   | Vacant                                              |                    |                                                     |                |             |
| 24                   | Vacant                                              |                    |                                                     |                |             |
| 25                   | Vacant                                              |                    |                                                     |                |             |
| 26                   | Vacant                                              |                    |                                                     |                |             |
| 27                   | Vacant                                              |                    |                                                     |                |             |
| membri supplementari |                                                     |                    |                                                     |                |             |
| 1                    | The Rt. Hon. Sir Michael Hardie Boys                | GNZM GCMG QSO KStJ | Ex Governor-General of New Zealand                  | 21 marzo 1996  | 85          |
| 2                    | The Rt. Hon. Sir Anand Satyanand                    | GNZM QSO KStJ      | Ex Governor-General of New Zealand                  | 23 agosto 2006 | 72          |
| 3                    | The Rt. Hon. Lieutenant General Sir Jerry Mateparae | GNZM QSO KStJ      | Ex Governor-General of New Zealand                  | 31 agosto 2011 | 62          |
| 4                    | The Rt. Hon. Dame Patsy Reddy                       | GNZM QSO DStJ      | Ex Governor-General                                 | 27 giugno 2016 | 68          |
| 5                    | The Rt. Hon. Dame Cindy Kiro                        | GNZM QSO DStJ      | attuale Governor-General                            | 10 agosto 2021 | 64          |